# بلدة إيتنا (كانساس)
بلدة إيتنا (بالإنجليزية: Aetna Township)‏ هي بلدة في مقاطعة باربر، كانساس، الولايات المتحدة الأمريكية. في تعداد عام 2000، كان عدد سكانها 3 نسمة.

## جغرافية
تغطي بلدة إيتنا مساحة تبلغ 123.04 ميل مربع (318.7 كـم2). وفقًا لـهيئة المساحة الجيولوجية الأمريكية، فهي تحتوي على مقبرة واحدة.

## روابط خارجية
- مدينة سيتي.كوم